# Robein
Robein Leven N.V. is een Nederlandse levensverzekeringsmaatschappij gevestigd in 's-Gravenhage. Het bedrijf is in 1981 opgericht door drs. Eric C.M. Reintjes. Het bedrijf telde eind 2021 circa 15 medewerkers.
Robein Leven is gespecialiseerd in producten voor oudedagsvoorziening en gouden handdrukken (Box 1). Dit zijn beleggings- en garantieproducten voor lijfrenten, koopsommen, schenkingen en levensloop. Robein Leven werkt zonder bemiddeling van assurantietussenpersonen. Robein Leven werd in 2008, 2009 en 2010 uitgeroepen tot de best gewaardeerde levensverzekeraar in Nederland onder nieuwe klanten. Robein Leven verkoopt geen nieuwe producten meer.

Robein Vermogensopbouw B.V. was een beleggingsinstelling gespecialiseerd in producten (indexfondsen) voor vermogensopbouw in eigen beheer in Box 3. Op 1 oktober 2020 is Robein Vermogensopbouw B.V. overgedragen aan FundShare Fund Management B.V., gevestigd in Amsterdam. De dienstverlening werd voortgezet onder de naam InDelta.
In 2009 heeft Van Lanschot Participaties, het participatiebedrijf van Van Lanschot Bankiers alle aandelen van Robein Leven verkregen. Voor Van Lanschot was Robein geen strategische deelneming, maar een participatie die zij op enig moment weer zou verkopen. Robein bleef dan ook zelfstandig opereren en werd niet binnen Van Lanschot geïntegreerd. In 2011 heeft De Nederlandsche Bank (DNB) de verklaringen van geen bezwaar afgegeven ten aanzien van de overname van Robein door beleggingsinstelling Ohpen. 
Monument Re Limited kondigde op 9 juli 2018 aan dat het Robein Leven N.V. en zijn dochterondernemingen heeft overgenomen, onder voorbehoud van het verkrijgen van de verklaring van geen bezwaar door DNB. Op 25 november 2021, kondigde Monument Re aan Robein Leven N.V. en de dochteronderneming Robein Effectendienstverlening B.V. te verkopen aan het Britse Chesnara plc, onder voorbehoud van het verkrijgen van de verklaring van geen bezwaar. Chesnara geeft aan voornemens te zijn de activiteiten van Robein Leven onder te brengen in de Waard Groep, waar onder andere de verzekeringsactiviteiten van de voormalige DSB Bank zijn ondergebracht. 